# Реколета (Матера)
Реколета (итал. Recoleta) је насеље у Италији у округу Матера, региону Базиликата.
Према процени из 2011. у насељу је живело 38 становника. Насеље се налази на надморској висини од 83 м.